# 注册投资顾问
注册投资顾问（Registered investment adviser）是指在美国证券交易委员会或美國各州证券机构注册的理财顾问公司。 注册投资顾问向客戶提供投資建议，之後客戶向其支付报酬。在某些情况下，一家公司可能既是注册投资顾问，又是注册证券商。在这种情况下，他们可能会提供投資建议的同時又銷售某些金融产品並收取這些產品的佣金。 